# Onderfamilie
In de biologische taxonomie is een onderfamilie of subfamilie, in het Latijn subfamilia, een rang of een taxon in deze rang, in de hiërarchische indeling van organismen lager dan die van een familie, maar hoger dan dat van geslacht of eventueel van geslachtengroepen. Een familie is afhankelijk van de situatie al dan niet in onderfamilies onderverdeeld.
Het is nog opgemerkt dat rangen in de plantkunde en rangen in de zoölogie niet altijd overeenkomen.  